# Hrvatsko-argentinski kulturni klub
Hrvatsko-argentinski kulturni klub je hrvatska kulturna organizacija u Argentini.
Osnovana je 1956. godine u Buenos Airesu. Osnovali su ga hrvatski politički emigranti. Klub je osnovan radi odupiranja asimilaciji i očuvanju hrvatskog jezika, kulture, tradicije i svega ostalog što čini hrvatski nacionalni identitet. 
Predsjednici kluba bili su dr. Milan Prpić, dr. Ferdo Bošnjaković, prof. Tonko Gazzari, dr. Radovan Latković, dr. Ivo Gaj, ing. Ante Turica, mr. Franjo Blažević (kasnije hrvatski veleposlanik u Čileu), dr. Pavao Horvat i ing. Josip Puches.